# Willian Rocha
Willian Pereira da Rocha , mais conhecido como Willian Rocha (Abadia dos Dourados, 1 de abril de 1989), é um futebolista brasileiro que atua como lateral-esquerdo e zagueiro. Atualmente joga pelo Porto Vitória.

## Carreira
Willian Rocha Iniciou sua carreira no futebol com 10 anos, no Manchester E.C, Araguari-MG, em 2004 teve uma passagem de 6 meses pelo {{Futebom Gama]], onde foi convocado para seleção de Brasilia para disputa de um torneio Internacional de Seleções; Em 2005 retornou para o Manchester E.C. 2006 foi para o Paulista, onde passou pelas categorias Juvenil, Junior ate chegar ao profissional, com 16 anos foi o primeiro atleta a assinar contrato profissional com o clube, 2009 disputou a série D do Campeonato Brasileiro, sua primeira participação como atleta profissional de futebol e em 2010, foi um dos destaques do Paulista no Campeonato Paulista.
No segundo semestre foi para o Fluminense, onde esteve no grupo Campeão Brasileiro de 2010. 
Em 2011 foi para o Figueirense mas não foi aproveitado, e acabou emprestado para o América Mineiro onde disputou o Campeonato Brasileiro da série A, foi destaque da equipe, o que despertou o interesse do Sport em sua contratação para 2012.

### Sport
Em dezembro de 2011 acertou com o Sport com vínculo de um ano com opção de compra. Isso é considerado um empréstimo, pois William Rocha é uma aposta arriscada. O Sport venceu a concorrência perante outras equipes que também tentavam a sua contratação.

### Atlético Paranaense
Willian Rocha se transferiu, após uma bela temporada na Suíça onde se consagrou campeão suíço e da Copa Suíça pelo Grasshopper F. C., para o Atlético Paranaense. No Sport o jogador foi comandado por Vagner Mancini, então treinador do Furacão em 2013, fator que levou Willian a assinar contrato com o clube, apesar de reconhecer que não haveria vantagem em relação a nenhum outro jogador. Após boas partidas pelo Atlético Paranaense, o jogador sofreu uma grave lesão no joelho direito, e, apesar de ficar longe dos gramados durante sua recuperação, mesmo com a saída de Vagner Mancini (treinador que o contratou), Willian permaneceu no clube e atualmente está pronto para defender as cores do clube e ajudar o grupo em futuras conquistas.

### Avaí
Em 20 de janeiro de 2015 acerta sua ida ao Avaí.

## Títulos
Fluminense
- Campeonato Brasileiro: 2010

Grasshopper
- Copa da Suíça: 2013